# Die Flamme (Zeitschrift)
Die Flamme war eine monatlich erscheinende Zeitschrift für die Mitglieder des Vereins für Feuerbestattung in Berlin, der den Anstoß zum Bau des Krematoriums Wedding gab. Sie erschien von 1884 bis 1942, bis 1939 mit dem Zusatz „Zeitschrift zur Förderung der Feuerbestattung im In- und Auslande“. Ein Vorgängermagazin war unter dem Namen „Die Neue Flamme“ erschienen.
Die Zeitschrift widmete sich dem Vereinszweck, die Feuerbestattung zu fördern und zu etablieren und dient heute als Forschungsquelle zum Wandel der Bestattungskultur Ende des 19. und Anfang des 20. Jahrhunderts. In der ersten Ausgabe heißt es programmatisch: „Die Freunde der Feuerbestattung wollen Niemanden in den Flammenofen nöthigen, aber wenn der Gedanke an die feuchte, kalte Erde und den langsamen Moder uns unerträglich und widerlich erscheinen, so fordern wir in der fakultativen Leichenverbrennung auch  f ü r   u n s  [i. Orig. hervorgehoben] die Freiheit, und da man uns nie beweisen kann, daß unser Gefühl unmenschlich, die von uns erstrebte Form der Bestattung gemeinschädlich, unser Streben ungesetzlich ist, so stehen wir auf einem unerschütterlichen Rechtsboden.“